# Nieuwe Rotterdamsche Schaakvereeniging
De Nieuwe Rotterdamsche Schaakvereeniging (NRSV) was een schaakvereniging in Rotterdam. De club werd in 1894 opgericht en was jarenlang een van de toonaangevende clubs van Nederland. In 1965 fuseerde de NRSV met het Rotterdamsch Schaakgenootschap tot het Nieuw Rotterdams Schaakgenootschap (NRSG). 

## Geschiedenis
Op 13 september 1894 werd de Nieuwe Rotterdamsche Schaakvereeniging opgericht. Destijds was het de tweede vereniging in Rotterdam waar men kon schaken. Schaken was ook mogelijk bij het Rotterdamsch Leeskabinet, maar om lid te worden van die club moest men hoge contributies betalen, wat voor een gemiddelde arbeider te duur was. Volgens Scholten zou het NRSV zich in de twintigste eeuw ontwikkelen tot een arbeidersschaakvereniging.
Met ingang van 1895 werd de club buitengewoon lid van de Nederlandse Schaakbond.
De NRSV was samen met het Vereenigd Amsterdamsch Schaakgenootschap, de Amsterdamsche Schaakclub, Discendo Discimus en Schaakclub Utrecht de stichtende leden van de Eerste klasse van de KNSB-competitie. Tientallen jaren zou de NRSV op het hoogste niveau bivakkeren. Het hoogtepunt in de clubgeschiedenis werd bereikt in het seizoen 1930/31. Het eerste team met onder meer Salo Landau en Daniël Noteboom in de opstelling, wist voor de eerste keer in de geschiedenis de landstitel op te eisen. De laatste wedstrijd tegen de Amsterdamsche Schaakclub van Max Euwe, gehouden in De Roode Leeuw, werd met 4-6 door de Rotterdammers gewonnen.
Toen in het seizoen 1950/51 de Hoofdklasse werd gereorganiseerd, zakte NRSV naar de Eerste klasse, om in het seizoen 1955/56 weer terug te keren op het hoogste niveau. Na een tweejarig verblijf, degradeerde de club weer. Vervolgens gleed NRSV in rap tempo af naar de Tweede klasse KNSB en in het seizoen 1959/60 zelfs naar de promotieklasse van de Rotterdamse Schaakbond. Het verloren terrein kon niet worden heroverd.
In 1965 fuseerde de NRSV met het Rotterdamsch Schaakgenootschap (eveneens opgericht in 1894) tot het Nieuw Rotterdams Schaakgenootschap (NRSG). Die fusieclub zou later samengaan met Schaakclub Wilhelm Steinitz, om vervolgens in 2005 op te gaan in SV Erasmus.

## Erelijst
| Competitie                                    | Aantal | Jaren   |
| --------------------------------------------- | ------ | ------- |
| Nederlands landskampioenschap / Eerste klasse | 1x     | 1930/31 |

## Bekende ex-leden
- Ber Groosjohan
- Salo Landau
- Daniël Noteboom